# Шлосфрайхайт (Берлин)

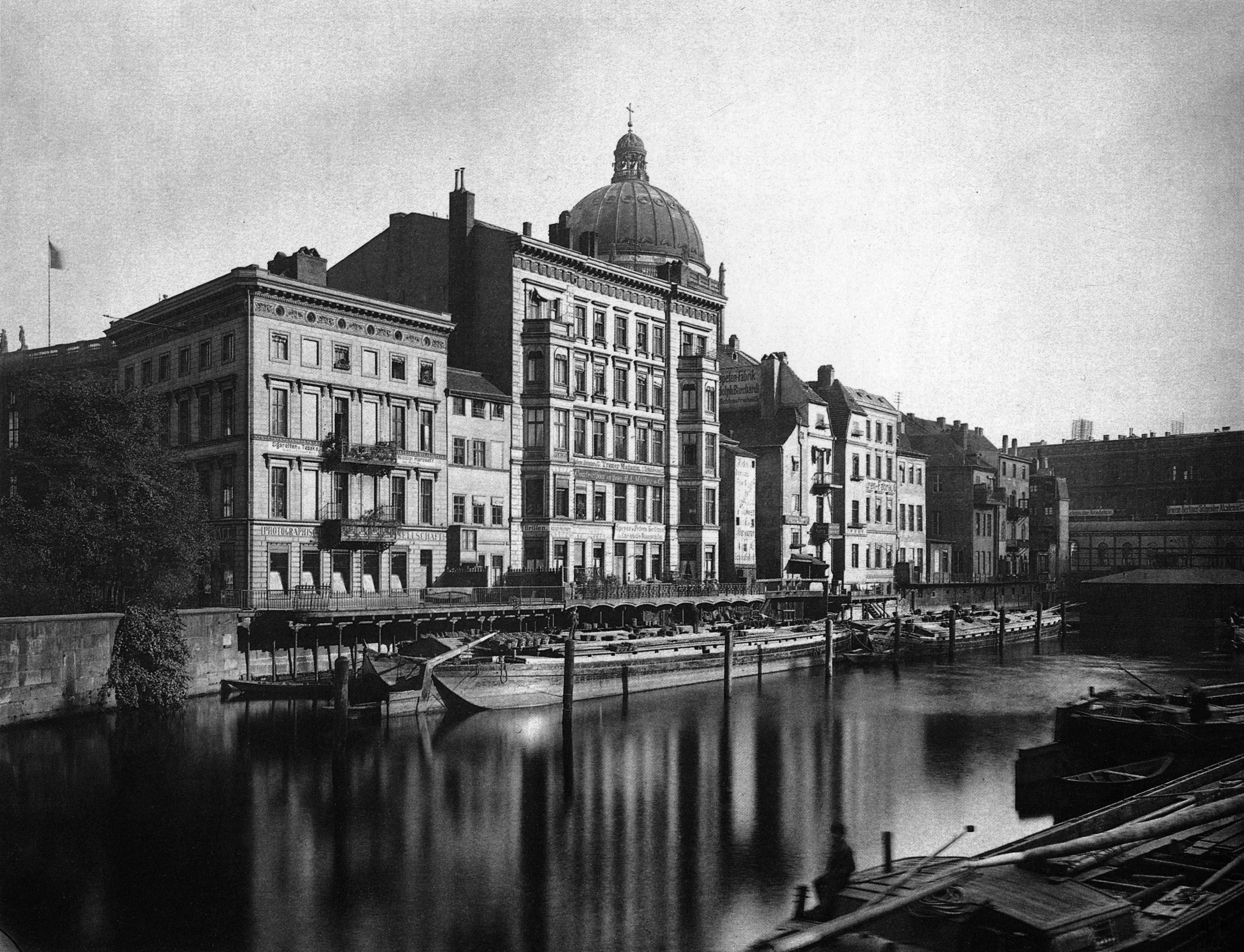
Здания на Шлосфрайхайт закрывали вид на Городской дворец с Купферграбена. 1890

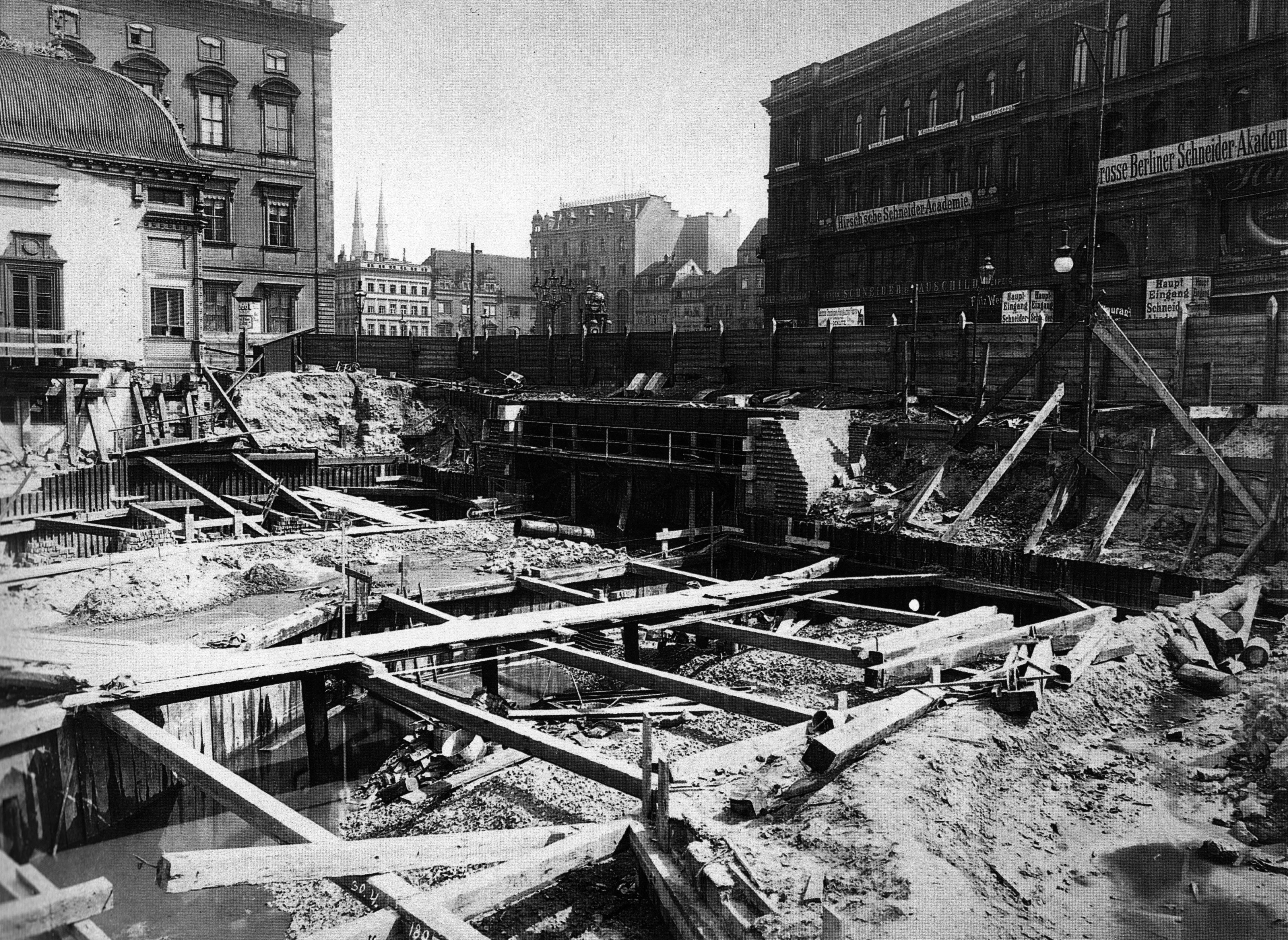
Снос Дворцовой слободы. 1896

Шло́сфрайхайт (нем. Schloßfreiheit, дословно — «Дворцовая слобода») — несохранившаяся площадь между Городским дворцом и национальным памятником кайзеру Вильгельму. Оба сооружения в центре Берлина были снесены в 1950 году. В настоящее время этот участок входит в состав Дворцовой площади, ранее прилегавшей к дворцу с юга, а ныне включающей и место снесённого дворца.
В 1672 году на берегу канала Шпрее Купферграбен в непосредственной близости от Городского дворца был построен ряд из десяти домов, получивший название «Дворцовая слобода». До 1709 года, когда Берлин был назначен королевской резиденцией, в пользовавшейся определёнными привилегиями Дворцовой слободе проживали придворные и дворяне. Впоследствии в Дворцовую слободу въехал филиал «Кафе Йости» и даже обойная фабрика. Неоднократно реконструированные дома Дворцовой слободы сохранились до конца XIX века. Кайзеру Вильгельму II относительно небольшие здания на Шлосфрайхайт не нравились, по его мнению, они чрезвычайно портили вид на Городской дворец. Их начали сносить в июне 1894 года, чтобы освободить место для национального памятника его деду, кайзеру Вильгельму. Официальное изменение названия Шлосфрайхайт на «Дворцовая площадь» (нем. Schloßplatz) состоялось в 1994 году.